# Viczay Jób
Loósi és hédervári báró, majd gróf Viczay Jób Keresztély (Hédervár, 1701. március 15. – Hédervár, 1734. december 30.) magyar főúr, Viczay Ádám báró (1657-1708) és Perényi Erzsébet bárónő (1664-1722) fia, Héderváry Katalin unokája.

## Élete
Szülei legkisebb fiaként született Héderváron. Hatéves korában apja meghalt. József testvére még apjuk életében, Antal bátyja pedig 1708 után elhunyt, és így mint egyedüli örökös, megörökölte a nagylózsi és hédervári uradalmakat. 1714-1720 közt Bécsben Eleonóra özvegy császár és királyné udvarában nevelkedett. 1722-ben elhunyt az édesanyja.
1723. május 14-én grófi címet nyert III.Károly királytól.
1734. december 30-án elhunyt vízkórban.

## Családja

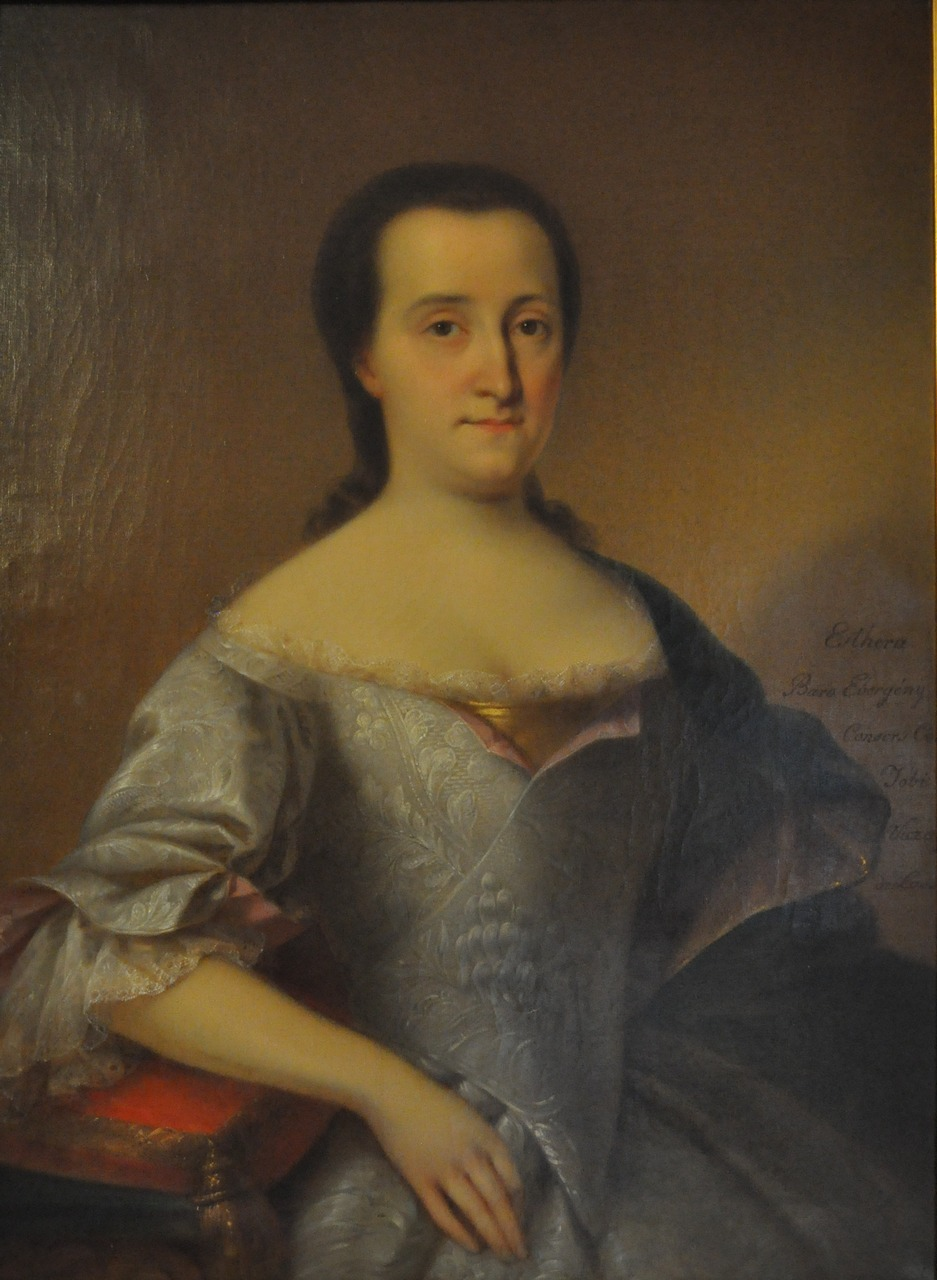
Felesége: báró Ebergényi Eszter

Felesége báró Ebergényi Eszter, akinek a szülei báró ebergényi és telekesi Ebergényi László (1660–1724), császári tábornagy, földbirtokos, és gróf Széchényi Julianna (1679–1716) voltak. Viczay Jób gróf és báró Ebergényi Eszter frigyéből született:
- Anna Mária (1724-1796) gróf Széchenyi Ignác felesége.
- Borbála (1726-1731)
- Mihály Ferenc (1727-1781) örököse, trakostyáni gróf Draskovich Terézia férje.
- László József (1729 február-1729 szeptember)
- Jozefa Nepomuk Johanna Mónika (1732 december 23.-1792 december 1.) báró Perényi József (1731-1786) felesége.
- Eszter (1734 július 16.-1794 október 30.) szlavniczai és bajnai gróf Sándor Antal (1734-1788) felesége. 1773-ban örökölte a rárói uradalmat, és férjével a rárói kastélyban éltek.